# Сапельцев, Витольд Леонтьевич
Витольд Леонтьевич Сапельцев (14 декабря 1932, Иркутск — 22 октября 2019, Кызыл) — советский музыковед.

## Биография
Сапельцев Витольд Леонтьевич родился 14 декабря 1932 года в городе Иркутске. В 1966 году окончил теоретико-композиторский факультет Новосибирской консерватории. С 1955 по 1958 г. преподаватель музыкальной школы в г. Иркутске, Иркутского культурно-просветительного училища (1962—1965; 1971—1972), лектор-музыковед Иркутской филармонии (1962—1963).
С 1964 по 1970 гг. преподавал музыкально-теоретические дисциплины в Музыкальном училище Кызыла являлся лектором-музыковедом при Тувинской государственной филармонии, был уполномоченным Тувинского отделения музыкального фонда СССР (1985—1990).
Он — первый исследователь профессиональной музыки в Тыве. Его статьи об А. Б. Чыргал-ооле, Р. Д. Кенденбиле, Х. К. Дамба публикались не только в тувинской печати, но и в таких изданиях, как «Музыка в Сибири и Дальнего Востока» (М., 1982. Вып. 1), «Композиторы Российской Федерации» (М.1984. Вып.3) и на страницах альманаха «Улуг-Хем», «Ученых записок ТНИИЯЛИ», «Тувинской правды» и других изданиях тувинской прессы.
Последние годы В. Л. Сапельцев жил в Москве.

## Статьи
- «По Туве за песнями» (МЖ, 1966, № 10)
- «О народной тувинской музыке» (альманах «Улуг-Хем», Кызыл, 1969, № 11)
- «Музыкальное искусство Советской Тувы» («Ученые записки Тувинского научно-исследовательского института языка и литературы». Вып. XIV. Кызыл, 1970)
- «Ростислав Кенденбиль» (в кн.: Люди тувинского театра. Кызыл, 1971)
- «Верность призванию» (Культурно-просветительная работа, 1977, № 10)
- «Тува: рубежи музыкальной культуры» (МЖ, 1978, № 24)
- «На пути к социалистической культуре» (в сб.: Музыка Сибири и Дальнего Востока. Вып.1. М., 1982)
- «Композиторы Тувы» (в сб.: Композиторы Российской Федерации. Вып. 3. М., 1984)
- «Тувинский симфонический оркестр» (в кн.: Говорит Кызыл. Кызыл, 1986, на тувин. яз.)